# Recycler
Recycler es el décimo álbum de estudio de la banda estadounidense de blues rock y hard rock ZZ Top, publicado en marzo de 1990 por Warner Bros. Records. En gran parte su sonido fue similar a sus anteriores trabajos Eliminator y Afterburner, sin embargo, ciertos cortes como la canción «My Head's in Mississippi», llevaron a la banda a retornar a los sonidos de sus trabajos de los setenta.
Dentro de sus canciones destacó «Doubleback», la que fue incluida en la banda sonora de Back to the Future Part III, en donde además la banda hace un cameo interpretando la canción en estilo viejo oeste, en la escena de la fiesta del pueblo.

## Recepción comercial y promoción
Al igual que los discos antecesores recibió una muy buena recepción comercial en varios mercados mundiales. Por ejemplo, en los Estados Unidos llegó hasta la casilla 6 de los Billboard 200 y fue certificado con disco de platino por la Recording Industry Association of America, tras superar el millar de copias vendidas. En cuanto a su promoción se lanzaron cinco canciones como sencillos de los cuales destacaron «Doubleback», «My Head's in Mississippi» y «Concrete and Steel», ya que todos ellos alcanzaron el top 1 en la lista Mainstream Rock Tracks en 1990.

## Lista de canciones
Todas las canciones escritas por Billy Gibbons, Dusty Hill y Frank Beard.

| N.º | Título                     | Duración |  |
| 1.  | «Concrete and Steel»       | 3:45     |  |
| 2.  | «Lovething»                | 3:20     |  |
| 3.  | «Penthouse Eyes»           | 3:49     |  |
| 4.  | «Tell It»                  | 4:39     |  |
| 5.  | «My Head's in Mississippi» | 4:25     |  |
| 6.  | «Decision or Collision»    | 3:59     |  |
| 7.  | «Give It Up»               | 3:24     |  |
| 8.  | «2000 Blues»               | 4:37     |  |
| 9.  | «Burger Man»               | 3:18     |  |
| 10. | «Doubleback»               | 3:53     |  |

## Músicos
- Billy Gibbons: voz y guitarra eléctrica
- Dusty Hill: bajo, teclados y coros
- Frank Beard: batería